# سعيد كنعان
سعيد مصباح كنعان (أبو مصباح؛ 17 أغسطس 1940 - 9 يونيو 2023) هو رجل أعمال وسياسي فلسطيني، شغل منصب عضو في المجلس الوطني الفلسطيني ومستشارًا سياسيًا للرئيس ياسر عرفات، وعضو مجلس أمناء جامعة النجاح الوطنية.
حاصل على نجمة القدس من وسام القدس عام 2023 تقديرًا لمسيرته الوطنية المشرفة وتسلمته عنه عائلته.

## سيرته
ولد سعيد كنعان في مدينة نابلس، درس الإبتدائية في مدرسة النجاح والثانوية في مدرستي الجاحظ والصلاحية في نابلس، وفي عام 1958 حصل على شهادة المترك. التحق بالجامعة الأمريكية في بيروت عام 1963 وحصل منها على درجة البكالوريوس في الإقتصاد. وبعد تخرجه عمل موظفًا في البنك العربي في نابلس حتى عام 1967، وفي عام 1973 عمل في شركة بترول أمريكية في المملكة السعودية. ثم عاد لفلسطين لينشئ مصنعاً للأعلاف ومصنعاً للطحينية وليشرف على مصنع الصابون الذي تمتلكه عائلته.
في 26 يناير 2022 وبناءً على قرار من الرئيس محمود عباس ترأس مجلس أمناء جامعة نابلس للتعليم المهني والتقني.
توفي بحادث سير في حي الطور بمدينة نابلس في 9 يونيو 2023. ونعته حركة فتح وحضر العزاء رئيس الوزراء محمد اشتيه وعباس زكي وكوادر من الحركة.

## حياته المهنية
انخرط كنعان في حركة القوميين العرب أثناء دراسته الجامعية، وبدأ بالكتابة عن القضية الفلسطينية في صحيفة الرياض أثناء تواجده في المملكة العربية السعودية، حيث التقى هناك بخالد الحسن القيادي الفلسطيني وشارك في تسهيل لقاءه بالملك فيصل عام 1970. وبعد عودته لفلسطين انضم للجبهة الوطنية واعتُقل 20 يوماً عام 1982 ومنعه الإحتلال من السفر أكثر من مرة وفُرضت عليه الإقامة الجبرية. وبسبب نشاطه المجتمعي والوطني اختير في أواخر الثمانينيات أمين سرٍ لجمعية الهلال الأحمر فرع مدينة نابلس لمدة أربعة سنوات.
وعلى الصعيد السياسي شارك في إيصال رسائل سرية بين منظمة التحرير وحكومة الإحتلال عام 1993 لإيمانه بالمسار السياسي لحل القضية الفلسطينية، وفي عام 1995 أصبح عضواً في المجلس الوطني لمدة ستة أشهر ثم عُين مستشار للرئيس ياسر عرفات في ذات العام. وشغل منصب عضو في مجلس أمناء جامعة النجاح الوطنية لمدة 10 سنوات، ورئيس لجمعية أصدقاء جامعة النجاح الوطنية لمدة عامين.
أما نشاطه الثقافي فتُرجم على أرض الواقع بتأسيس «مركز البحوث والدراسات الفلسطينية» في مدينة نابلس عام 1993 مع مجموعة من المثقفين وكان يديره ورئيس مجلس أمناءه، وكتب عشرات المقالات في الصحف الفلسطينية والعربية ونشرت مقالاته في العديد من الكتب والدراسات حول القضية الفلسطينية.